# Thinodromus makarovi
Thinodromus makarovi – gatunek chrząszcza z rodziny kusakowatych i podrodziny kozubków.
Gatunek ten opisany został po raz pierwszy w 2020 roku przez Michaiła Gildienkowa na łamach „Russian Entomological Journal”. Jako lokalizację typową wskazano górę Salak na południe od Bogor Sungai Ciapus w indonezyjskiej prowincji Jawa Zachodnia. Epitet gatunkowy nadano na cześć koleopterologa Kiriła Władimirowicza Makarowa.
Chrząszcz o wydłużonym ciele długości 3,9 mm, ubarwionym brązowo lub czarnobrązowo z jasnobrązowymi do brązowych odnóżami, porośniętym jasnymi, krótkimi szczecinkami. Szersza niż dłuższa głowa ma duże, wyłupiaste, zajmujące prawie całe boki oczy, niewyraźne skronie oraz długie czułki. Punkty na powierzchni głowy są dość wyraźne, bardzo drobne i gęsto rozmieszczone. Sercowate, punktowane drobno i gęsto przedplecze ma podkowiaste wgłębienie z tyłu i parę symetrycznych, słabo rozwiniętych, owalnych wcisków pośrodku. Również stosunkowo wyraźnie, drobno i gęsto punktowane są pokrywy. Powierzchnia odwłoka jest pokryta gęstym i drobnym punktowaniem.
Owad orientalny, endemiczny dla Indonezji, znany z wysp Jawa i Sumatra. Znajdywany na rzędnych od 400 do 800 m n.p.m.